# فندق دروو

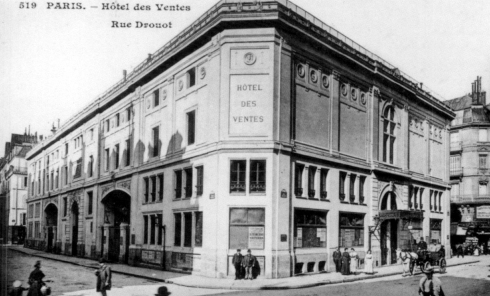
فندق دروو في بطاقة بريدية قديمة

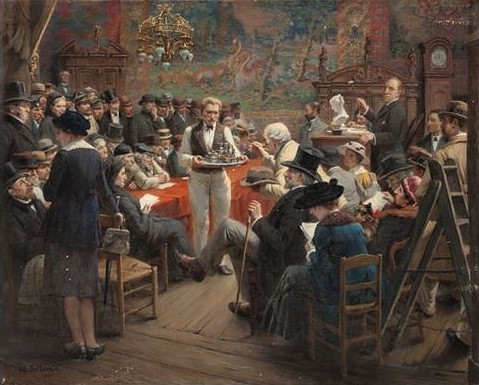
"مزاد في فندق دروو" للرسام الفرنسي ألبرت بيتانيير.

فندق دروو (بالفرنسية:  Hôtel Drouot)‏ هو دار مزادات كبير في باريس، يشتهر بالفنون الجميلة والتحف والآثار. ويتكون من 16 قاعة تستضيف 70 شركة مزادات مستقلة تعمل تحت مظلة دروو.
يقع الموقع الرئيسي للشركة، المسمى Drouot-Richelieu، في شارع دروو في الدائرة التاسعة في باريس، في موقع كان مملوكا من قبل أوبرا باريس Salle Le Peletier .أقرب محطة مترو هي ريشليو - دروو (مترو باريس).
في عام 2008، تم تصنيف فندق دروو في المرتبة الخامسة من حيث المبيعات بين دور المزادات في باريس، بعد سوذبيز وكريستيز وArtcurial و Ader-Picard-Tajan.

## التاريخ
تم افتتاح فندق دروو في 1 يونيو 1852. من عام 1976 إلى عام 1980، أثناء تشييد المبنى الحالي، تمت المبيعات في مبنى Gare d'Orsay السابق. في عام 2000، سمح إصلاح قوانين المزادات الفرنسية الاحتكارية، التي ينظمها نظام المفوضين-المبشرين، لفندق دروو المشاركة في المنافسة الدولية. وهو مملوك الآن لشركة تابعة لـ بي إن بي باريبا.

## روابط خارجية
- الموقع الرسمي
- جازيت دو لوتيل دروو
- مجلة فرنسا رقم 62 ، صيف 2002: «المزايدة على العودة» لنيكولاس باول